# Elacatinus illecebrosus
Elacatinus illecebrosus es una especie de peces de la familia de los Gobiidae en el orden de los Perciformes.

## Morfología
Los machos pueden llegar a alcanzar los 4 cm de longitud total.

## Distribución geográfica
Se encuentra desde Yucatán (México) hasta Panamá.

## Observaciones
Es inofensivo para los humanos.